# Le Cossío
Los Toros. Tratado técnico e histórico (Les Taureaux. Traité technique et historique), appelé également Le Cossío (El Cossío) est une encyclopédie sur la tauromachie, dirigée par José María de Cossío, membre de l'Académie royale espagnole, et publié pour la première fois en 1943. C'est le traité le plus exhaustif et le plus documenté qui existe sur la tauromachie, pour laquelle il constitue l'ouvrage de référence depuis sa publication.

## Présentation
Défini par le critique taurin Antonio Díaz-Cañabate comme la « Bible du toro » dans son introduction de la mise à jour de 1981, l'ouvrage est une étude précise de l'histoire de la tauromachie, comprenant : les personnages du mundillo, les toreros, les arènes, les règlements, la technique du toreo, les ganaderías, le vocabulaire, l'influence de la corrida sur les arts et les lettres, sans omettre « les alternances d'âges d'or et les moments d'abandon de la fiesta. »

Dans l'un de ses derniers textes, Cossío écrivait: 

« Au cours de ma longue vie d'aficionado, je n'ai jamais été pessimiste. Parfois la fiesta se couvre d'un nuage noir décourageant. Pas d'autre remède qu'en finir. Il n'y a plus de taureaux. Il n'y a plus de toreros. la fiesta vit de cette précarité. Je ne me suis jamais laissé impressionner par ces sinistres augures. Comme tout ce qui vit, la fête a ses hauts et ses bas, ses chutes, ses ornières, dont seule une forte impulsion délivre, avec plus ou moins de facilité. Jamais, selon moi, l'avenir n'a été absolument et réellement en danger. la fiesta s'est maintenue, elle continue. »

## Historique
Alors qu'au début du XXe siècle un mouvement intellectuel (les régénérationistes), entraînés notamment par Joaquín Costa, s'opposait vivement à la corrida en tant que culture plébéienne, d'autres intellectuels s'intéressèrent progressivement à la tauromachie dont il souhaitaient consigner l'histoire. 
Le premier à lancer l'idée d'un traité de tauromachie fut le philosophe José Ortega y Gasset qui avait le projet d'en rédiger un. Mais il ne le rédigea pas, et il poussa plutôt Cossío à écrire son ouvrage sur la tauromachie. Cossío commença entre 1918 et 1920, mais la publication et l'écriture  de l'ouvrage furent retardées par la guerre civile espagnole.
Dans les années qui suivront (1920-30), la plupart des intellectuels (parmi lesquels les adversaires les plus acharnés de la corrida comme Miguel de Unamuno), auront retourné leurs discours anti-taurins pour cesser d'édicter les normes de la culture et laisser le peuple choisir. 